# La Vérité (Henner)
La Vérité ("La Verità") è un dipinto realizzato da Jean-Jacques Henner tra il 1898 e il 1902. Si trova al museo nazionale Jean-Jacques Henner di Parigi.

## Descrizione
Questo dipinto a olio incompiuto è la prima versione di un'opera oggi scomparsa, commissionata nel 1896 per la sala delle autorità della Sorbona di Parigi. Venne trovato incompiuto alla morte dell'artista nel 1905.
In questo quadro si distinguono due figure femminili identiche sovrapposte (una delle quali è un pentimento) perché Henner incominciò il suo quadro sulla tela stessa, girando semplicemente il suo supporto di novanta gradi quando ridipinse la scena. La donna in questione è la Verità personificata, una figura che era assai frequente nella storia dell'arte, soprattutto alla fine del diciannovesimo secolo. Questa rappresentazione della Verità è priva degli attribuiti che le sono associati di solito, come lo specchio o il pozzo. La figura si trova nel mezzo di un paesaggio, nei pressi di una foresta, ed è raffigurata mentre si sistema i lunghi capelli rossi (condivisi dai personaggi di molte altre tele di Henner).
Nelle collezioni del museo Henner si trova anche uno studio per questa prima versione: si tratta di un disegno a matita e sanguigna su carta, realizzato nel 1896-1898 circa.